# Шестаков, Вячеслав Павлович
Вячесла́в Па́влович Шестако́в (20 октября 1935, Гайсин Винницкой области — 20.04.2023, Тель-Авив, Израиль) — советский и российский философ, специалист по философии любви, эстетик, культуролог и искусствовед. Доктор философских наук, профессор. Заведующий сектором теории искусства Российского института культурологии, по совместительству профессор кафедры Всеобщей истории искусств факультета истории искусства РГГУ. Заслуженный работник культуры РФ. Член Союза кинематографистов России. Издал более 70 авторских монографий по эстетике и истории искусства.

## Биография
Окончил философский факультет МГУ (1957). Параллельно занимался изучением истории искусств на историческом факультете.
В 1958—1964 годах — старший научный редактор редакции философии издательства «Советская энциклопедия», принимал участие в издании «Философской энциклопедии» в пяти томах.
Кандидат философских наук (1963, диссертация «Теории эстетического воспитании в домарксистской философии»).
Работал в Институте художественного воспитания АПН, Институте искусствознания (1971—1974), Институте теории и истории кино (1974—1978), Институте США и Канады (1978—1983).
Доктор философских наук (1974, диссертация «Учения о гармонии в истории эстетической мысли»).
В 1983—1992 годах был заведующим сектором эстетики в Институте теории и истории искусств АХ СССР. Параллельно преподавал эстетику и теорию культуры на отделении истории и истории искусства исторического факультета МГУ, в Государственном институте им. Сурикова.
В 1992—1993 годах занимал должность приглашённого профессора в университете г. Свонзи, Великобритания. Читал лекции в Биркбек-колледже Лондонского университете и в университете Кембриджа.
В 2004—2014 заведовал сектором истории искусств Российского института культурологии.
Параллельно с 2004 по 2019 гг. преподавал в РГГУ, где читал курс лекций «Философия культуры».
Главной темой философских исследований Шестакова является изучение истории эстетики, ее главных категорий и понятий. Этому посвящены его главные книги. Он редактор и составитель пятитомной «Истории эстетики. Памятники мировой эстетической мысли» (1962-69), «Истории музыкальной эстетики» в семи томах (1960-81), двухтомной антологии «Эстетика Ренессанса» (1981), двухтомной книги «Идеи эстетического воспитания» (1973), «Трактаты о любви эпохи Возрождения» (1992).
Предметом его искусствоведческих работ является русская культура Серебряного века. Этому посвящены книги об эстетической программе журнала «Мир искусства» (1998), антологии «Русская литературная утопия» (1990), «Русский Эрос, или философия любви в России» (1991), издания работ Николая Бердяева, Василия Розанова, Алексея Лосева.
Работал в библиотеках и архивах университетов Оксфорда и Кембриджа, на материалах которых написал книги о выдающихся мыслителях XX века: Уинстоне Черчилле как политике и художнике, Людвиге Витгенштейне, Мейнарде Кейнсе, Рудольфе Арнхейме, Эрнсте Гомбрихе.
В его переводах издана английская поэзия XX века — «Поэзия туманного Альбьона» (БуксМарт, 2018).
Работы Шестакова переведены на английский, итальянский, польский, чешский, словацкий, китайский языки.
Занимался спортом. Чемпион России по подводному спорту. Играл в теннис. Автор первой на русском языке книги по тысячелетней истории тенниса.
Премии и награды:
Диплом Академии художеств СССР за издание двухтомной книги «Эстетика Ренессанса» (Искусство, 1981).
Премия издательства URSS 2000 года «за приумножение интеллектуального богатства страны».

## Основные работы
- Античная музыкальная эстетика (вст. статья и собр-е текстов А. Ф. Лосева) — М.: Музыка, 1960.
- Проблемы эстетического воспитания. — М.: Высшая школа, 1962.
- История эстетических категорий. — М.: Искусство, 1965 (в соавт. с А. Ф. Лосевым).
- Музыкальная эстетика западноевропейского средневековья и Возрождения. — М.: Музыка, 1966.
- Музыкальная эстетика стран Востока. — М.: Музыка, 1967.
- Музыкальная эстетика западной Европы XVII—XVIII веков. — М.: Музыка, 1971.
- Гармония как эстетическая категория — М.: Наука, 1973.
- От этоса к аффекту. История музыкальной эстетики. — М.: Музыка, 1975.
- Америка в зеркале экрана — М.: 1977.
- Очерки по истории эстетики: от Сократа до Гегеля. — М.: Мысль,1979.
- Музыкальная эстетика Германии XIX века, в 2-х томах (совм. с А. В. Михайловым). — М.: Музыка, 1981, 1982.
- Эстетические категории. Опыт исторического и систематического исследования. — М.: Искусство, 1983.
- Мифология XX века. Теория и практика массовой культуры. — М.: Искусство,1988.
- Transformation of Eros. Philosophy of Love and European art. — Edwin Mellon Press, 1996.
- Эсхатология и утопия. Очерки русской философии и культуры. — М.: Владос, 1995.
- Америка извне и изнутри. Очерки американской культуры и национального характера. — М.: Духовное возрождение, 1996.
- Мой Шекспир. Гуманистические темы в творчестве Шекспира. — М.: Славянский диалог, 1998.
- Искусство и мир в «Мире искусства». — М.: Славянский диалог, 1998.
- Эрос и культура. Философия любви и европейское искусство. — М.: Республика. 1999.
- Английский акцент. Английское искусство и национальный характер. — М.: РГГУ, 2000.
- Генри Фюзели: Дневные мечты и ночные кошмары. — М.: Прогресс-Традиция, 2002.
- Уистен Оден. Лабиринт. Перевод, предисловие и комментарии. — М.: Летний сад, 2003.
- Интеллектуальная история Кембриджа. — М.: РИК, 2004.
- Гиллрей и другие. Золотой век английской карикатуры. — М.: РГГУ, 2004.
- Прерафаэлиты: мечты о красоте. — М.: Прогресс-Традиция. 2004.
- Трагедия изгнания. Судьба Венской школы истории искусства. — М.: Галарт, 2005.
- Интеллектуальная биография Эрнста Гомбриха, — М.: РГГУ, 2006
- Философия и культура эпохи Возрождения. Рассвет Европы. СПб.: Нестор-История, 2007.
- А прошлое ясней, ясней, ясней (Воспоминания шестидесятника). — СПб.: Нестор-История, 2008.
- Русские в британских университетах: опыт интеллектуальной истории и культурного обмена. — СПб.: Нестор-История, 2009.
- История английского искусства: От средних веков до наших дней. — М.: Галарт, 2010.
- Оксфорд и Кембридж — старейшие университеты мира. — М.: URSS, 2011.
- Уинстон Черчилль. Интеллектуальный портрет. — М.: Форум, 2011.
- Тайное очарование прерафаэлитов. — М.: Белый город. 2011.
- История американского искусства: в поисках национальной идентичности. — М.: Рип-холдинг. 2013.
- England, my England. View from Moscow. — Saaгbrucken.: LAMBERT Academic Publishing, 2014.
- Гештальт и искусство. Психология искусства Рудольфа Арнхейма. — СПб.: Алетейя, 2014.
- Джон Мейнард Кейнс и судьба европейского интеллектуализма. — СПб.: Алетейя, 2015.
- Подъёмы и падения интеллектуализма в России. Мои воспоминания. — СПб.: Нестор-История, 2015.
- Русский Серебряный век: запоздавший Ренессанс. — СПб.: Алетейя, 2017.
- Анатомия английского юмора. — М.: БуксМарт, 2017.
- Людвиг Витгенштейн в Кембридже и России. — М.: URSS, 2017.
- Бытовая культура итальянского Возрождения. — М.: URSS, 2017.
- Поэзия туманного Альбиона. Из английской поэзии XX века. Составление, предисловие и перевод. Билингва. — М.: БуксМарт, 2018.
- Теннис в зеркале искусства. — М.: БуксМарт, 2018. Англ. перевод — Tennis in the Mirror of Art. BooksMart, 2018.
- Русский религиозно-философский Ренессанс. — М. URSS, 2019. — ISBN 978-5-9710-6672-9
- История истории искусства. — М.: URSS, 2020.
- Психология искусства Рудольфа Арнхейма. — СПб.: Алетейя, 2020.
- Эстетика Ренессанса. Антология в 2-х томах. — М.: Юрайт, 2022 (1-е издание — М.: Искусство, 1980—1981).
- Уинстон Черчилль: Политик. Писатель. Художник. СПб.: Нестор-История. 2022 (1-е издание: Уинстон Черчилль: между парламентом и палитрой. — СПб.: Алетейя. 2014).
- История музыкальной эстетики от Античности до наших дней. — СПб.: Композитор, 2022 (расширенный и переработанный вариант книги: От этоса к аффекту. История музыкальной эстетики. — М.: Музыка, 1975).